# مجدي حتاتة
الفريق / مجدي حتاتة قائد عسكري مصري، من مواليد 14 يوليو 1941 بمحافظة الغربية. شغل منصب رئيس أركان حرب القوات المسلحة سابقاً، وكان أحد المرشحين المحتملين في انتخابات الرئاسة المصرية 2011. تخرج عام 1960 في الكلية الحربية المصرية، وحصل على ماجستير العلوم العسكرية من كلية القادة والأركان، وزمالة كلية الحرب العليا من أكاديمية ناصر العسكرية العليا. شارك في عدة حروب بدءًا من حرب اليمن ثم حرب 1967، وحرب الاستنزاف، وحرب أكتوبر 1973. عندما أعلن مجدي حتاتة ترشحه للرئاسة كان ثالث عسكري سابق يعلن ترشحه لانتخابات الرئاسة. ولكن تنازل عن الترشيح فيما بعد يوم 11 أكتوبر 2011

## حياته المهنية
- مدرس في كلية القادة والأركان.
- رئيس أركان فرقة، وقائد فرقة ورئيس أركان منطقة عسكرية.
- كبير ياوران رئيس الجمهورية عام 1990.
- قائد للجيش الثاني الميداني (1991 - 1993).
- قائد للحرس الجمهوري (1993 - 1995).
- رئيس أركان حرب القوات المسلحة (1995 - 2001).
- رئيس الهيئة العربية للتصنيع (2001 - 2005).

## الأوسمة والأنواط والميداليات
- نوط الواجب العسكري
- ميدالية الخدمة الطويلة والقدوة الحسنة
- نوط الخدمة الممتازة
- ميدالية تحرير الكويت
- وسام الاستحقاق من طبقة القائد
- وسام الجمهورية من الطبقة الأولى